# アピタテラス横浜綱島
アピタテラス横浜綱島（アピタテラスよこはまつなしま）は、神奈川県横浜市港北区に所在する、アピタ横浜綱島店を核店舗とし、ユニー株式会社が運営するショッピングセンター。
近隣にはかつてアピタ日吉店があり、当施設は事実上の後継店舗となっている。

## 概要
次世代都市型スマートシティ事業であるTsunashima サスティナブル・スマートタウン（以下、Tsunashima SST）のスマート商業施設ゾーンに開発されたコンパクトショッピングセンターである。
ストアコンセプトを「日々の暮らしに楽しさや豊かさを!『あったらいいなを届けたい』近くてうれしい「コンパクトショッピングテラス」」とし、小型なショッピングセンターながら、小型テナントを集めることで60の専門店を配置している。
当初は2017年秋頃の開業を予定していたが、ショッピングセンター内部でテナントなどの見直しと再検討を行ったため、予定より半年程度遅れて開業した。

## 沿革
- 2016年（平成28年）9月1日 - 着工。
- 2018年（平成30年）
  - 3月28日 - 29日 - プレオープン。
  - 3月30日 - グランドオープン。

## テナント
1階 - 2階が店舗、3階 - 4階が屋内駐車場、5階が屋上駐車場となっており、4階には電気自動車用の急速充電器が設置されている。駐車場は無料である。

### 1階
南側の遊歩道側出入口と北側の郵便局側出入口の通路を境とし、東側に直営のアピタ横浜綱島店（食品スーパー「アピタフードマーケット」）がある。直営売場はアピタ横浜綱島店のみで衣料品・生活用品などの直営売場はなく、ショッピングセンター面積の約20%を占める。また、セミセルフレジを10台導入しているほか、セルフレジも導入されている。中央部エスカレーター・吹抜付近には64席あるイートインスペースがある。
西側にはサービス店舗、ドラッグストア、飲食店がある。北側にはアピタテラス横浜綱島郵便局や貸会議室、横浜市で2箇所目となる高齢者の就労支援センターや学童保育所などがある。

### 2階
サーキットモール構造となっており、周りを取り囲むように、神奈川県初出店となる従来店より小型なニトリの都市型店舗や、アミューズメントパークなどの大型テナント、350席があるフードコートが配置され、中央に書店や靴店などが配置される。書店は、中央北西部にくまざわ書店が入り、横にスターバックスコーヒーを配置し、通路向かいにフードコートがある、生活スタイル研究所プロデュースのブックス&カフェ・フードコート・屋内広場形式での出店を行っている。北東部には眼科や内科、小児科、婦人科、歯科、調剤薬局などの「クリニックテラス」や、理容院、美容院、コンタクトショップ、銀行・保険代理店などのサービス店舗が並んでいる。

## 交通アクセス
鉄道
- 東急東横線・目黒線・東急新横浜線・横浜市営地下鉄グリーンライン　日吉駅
- 東急東横線：綱島駅
  - 東急新横浜線：新綱島駅

両駅の中間のやや綱島駅寄りに位置する。両駅から徒歩約10分。
バス
いずれも東急バスが運行。
- 綱島駅発
  - 日92系統 日吉駅東口行
    - 「綱島SST脇」停留所下車
- 日吉駅発
  - 日91系統 綱島東4丁目循環
    - 「綱島東4丁目」停留所下車

  - 日40系統 東山田営業所行・日41 高田駅行
    - 「北綱島」停留所下車

自家用車
- 最寄交差点 - 綱島街道 北綱島交差点

## 神奈川県内のアピタの店舗
- アピタ金沢文庫店 - 1972年開業（旧称：バザァル金沢文庫）
- アピタ日吉店 - 1977年開業、2016年閉店（旧称：サンテラス日吉）
- アピタ戸塚店 - 1983年開業（旧称：サンテラス戸塚）
- アピタ長津田店 - 2005年開業（現：カエデウォーク長津田）